# 夏尔·莫拉斯
夏尔-马里-福提乌斯·莫拉斯（法語：Charles-Marie-Photius Maurras；1868年4月20日—1952年11月16日），法国作家、政治家、诗人、评论家。他是君主主义、反犹主义、反议会、反革命政治运动法兰西运动的组织者和首席哲学家。莫拉斯的思想极大地影响了国家天主教和其他极右翼意识形态，是后来法西斯主义某些观点的前身。